# Hyaloperonospora arabidopsidis
Hyaloperonospora arabidopsidis és un paràsit obligat que infecta el model de plantes Arabidopsis. Aquesta espècie és altament resistent a la gran diversitat d'hostes, així com a gran part de proteïnes patògenes no virulentes. La seqüenciació del genoma d'aquest organisme ha permès fer anàlisis bioinformàtics amb l'objectiu d'esbrinar els mecanismes defensius i manipular altres processos cel·lulars de la cèl·lula hoste.